# 20293 Sirichelson
20293 Sirichelson è un asteroide della fascia principale del diametro medio di circa 16,15 km. Scoperto nel 1998, presenta un'orbita caratterizzata da un semiasse maggiore pari a 2,4415270 UA e da un'eccentricità di 0,1944396, inclinata di 3,25892° rispetto all'eclittica.